# Peter Cowie
Peter Cowie (Inglaterra, 24 de dezembro de 1939) é um crítico de cinema e escritor inglês.